# Aplidium challengeri
Aplidium challengeri är en sjöpungsart som beskrevs av Enrico Adelelmo Brunetti 2007. Aplidium challengeri ingår i släktet Aplidium och familjen klumpsjöpungar. Inga underarter finns listade i Catalogue of Life.